# Bascharage
Bascharage (luxembourgsk: Nidderkäerjeng, tysk: Niederkerschen) er en kommune og et byområde i storhertugdømmet Luxembourg. Kommunen, som har et areal på 19,14 km², ligger i kantonen Capellen i distriktet Luxembourg. I 2005 havde kommunen 6.958 indbyggere. 